# کارلن هامبارتسومیان
کارلن دانیلی هامبارتسومیان (ارمنی: Կարլեն Դանիելի Համբարձումյան؛ زادهٔ ۲۶ مهٔ ۱۹۴۰) یک  سیاستمدار اهل ارمنستان است که از تاریخ ۱۹۹۰ تا تاریخ ۱۹۹۵ سمت نمایندگی دوره اول شورای عالی جمهوری ارمنستان را برعهده داشت.

## زندگی‌نامه
در ۲۶ مهٔ ۱۹۴۰ ‏در ارمنستان به دنیا آمد . 